# فإن دأنيه فونغ

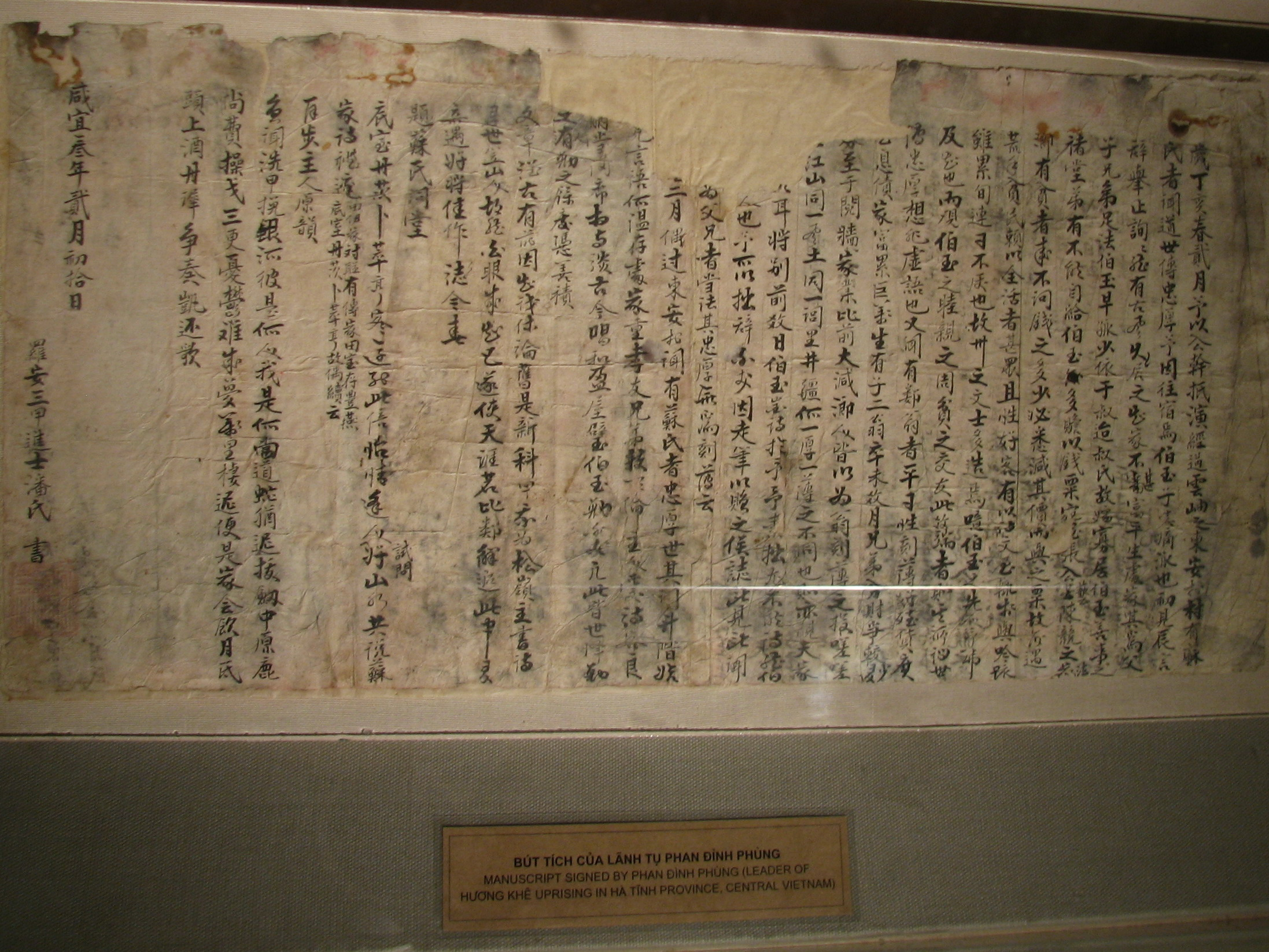
مخطوطة موقعة من قبل فان أونه فونج

فان دأنيه فونغ (بالإنجليزية: Phan Đình Phùng)‏ (1847 – 21 يناير 1896) كان ثوريًا فيتناميًا قاد جيوشًا متمردة ضد القوات الاستعمارية الفرنسية في فيتنام. كان أبرز علماء البلاط الكونفوشيوسي الذين شاركوا في الحملات العسكرية ضد فرنسا في القرن التاسع عشر ، واستشهد به القوميون في القرن العشرين بعد وفاته كبطل قومي . اشتهر بإرادته ومبادئه التي لا هوادة فيها - في إحدى المرات ،  رفض الاستسلام حتى بعد أن دنس الفرنسيون مقابر أجداده واعتقلوا عائلته وهددوا بقتلهم.